# Торговицька сільська рада (Городенківський район)
| Торго́вицька сільська́ ра́да — орган місцевого самоврядування у Городенківському районі Івано-Франківської області з адміністративним центром у с. Торговиця. 14 січня 1959 р. Городенківський райвиконком ухвалив рішення про приєднання Топорівської сільради до Торговицької під приводом попереднього приєднання у грудні 1958 р. топорівського колгоспу ім. Лесі Українки до торговицкого колгоспу ім. Лесі Мартовича. Водоймища на території, підпорядкованій даній раді: річка Тополівка. Сільській раді підпорядковані населені пункти: - с. Торговиця — населення 2 124 ос.; площа 20,226 км²; засн. в 1415 році. |

## Склад ради
Рада складається з 16 депутатів та голови.

### Керівний склад ради
| ПІБ                          | Основні відомості                                                                                  | Дата обрання | Дата звільнення |
| ---------------------------- | -------------------------------------------------------------------------------------------------- | ------------ | --------------- |
| Новосельський Федір Іванович | Сільський голова, 1952 року народження, освіта, член Народного Руху України                        | 26.03.2006   | 05.06.2009      |
| Стефанюк Микола Васильович   | Сільський голова, 1961 року народження, освіта, безпартійний                                       | 20.06.2010   | 31.10.2010      |
| Новосельський Іван Іванович  | Сільський голова, 1959 року народження, освіта вища, член Всеукраїнського об'єднання 'Батьківщина' | 31.10.2010   |                 |

Примітка: таблиця складена за даними джерела